# EC 1.10.1
La EC 1.10.1 è una sotto-sottoclasse della classificazione EC relativa agli enzimi. Si tratta di una sottoclasse delle ossidoreduttasi che include enzimi che utilizzano difenoli e molecole correlate come donatori di elettroni e NAD+ or NADP+ come accettori.

## Enzimi appartenenti alla sotto-sottoclasse
| numero EC   | nome accettato                          |
| ----------- | --------------------------------------- |
| EC 1.10.1.1 | trans-acenaftene-1,2-diolo deidrogenasi |